# Ghiacciaio Delius
Il ghiacciaio Delius è un ghiacciaio lungo circa 11 km e largo 4, situato nell'entroterra della costa nord-occidentale dell'isola Alessandro I, al largo della costa della Terra di Palmer, in Antartide. Il ghiacciaio, il cui punto più alto si trova a oltre 900 m s.l.m., fluisce verso ovest a partire dal versante occidentale degli altopiani di Elgar, fino a unire il proprio flusso a quello del ghiacciaio Gilbert.

## Storia
Il ghiacciaio Delius è stato mappato grossolanamente durante la spedizione britannica nella Terra di Graham, nel 1937, mentre è stato delineato più dettagliatamente nel 1960 da D. Searle, cartografo del British Antarctic Survey (al tempo ancora chiamato "Falkland Islands Dependencies Survey", FIDS), sulla base di fotografie aeree scattate durante la spedizione antartica di ricerca comandata da Finn Rønne, svoltasi nel 1947-48, ed è stato così battezzato dal Comitato britannico per i toponimi antartici in onore del compositore inglese Frederick Delius.